# 胡允範
胡允範（？—1604年），字身之，號知常，直隶池州府貴池縣人，明朝政治人物。

## 生平
万历二十八年（1600年）庚子科举人，三十二年（1604年），登甲辰科进士，通政司觀政，卒。